# Saratoga Springs (New York)
Pour les articles homonymes, voir Saratoga Springs.
Saratoga Springs est une cité du comté de Saratoga, dans l'État de New York. Sa population s'élevait à 28 491 habitants en 2020.
Saratoga Springs était la municipalité de résidence de Solomon Northup, écrivain et figure importante de l'abolitionnisme.

## Jumelages
- Tchekhov (Russie) depuis 2001.
- Vichy (France) depuis 1994.

## Invention
C'est à Saratoga Springs que les chips auraient été inventées, par George Crum le 24 août 1853[réf. nécessaire].

## Source
- (en) Cet article est partiellement ou en totalité issu de l’article de Wikipédia en anglais intitulé « Saratoga Springs, New York » (voir la liste des auteurs).